# Michele Sce
Michele Giuseppe Pietro Sce (Tirano, 27 ottobre 1929 – Milano, 8 settembre 1993) è stato un matematico italiano che ha operato, oltre che nella didattica e nella ricerca universitarie, anche nell’organizzazione della ricerca matematica, nella divulgazione e nella classificazione delle matematiche a fini bibliografici e che ha promosso l’introduzione dei primi minicalcolatori in ambito scientifico, didattico e industriale.

## Biografia
Nato a Tirano, in provincia di Sondrio, e cresciuto a Livorno, si laurea a Pisa nel 1951, perfezionandosi alla Scuola Normale di Pisa e all’Istituto Nazionale di Alta Matematica di Roma.
Vincitore (nel 1959) del Premio Bonavera, insegna nelle Università di Roma, Parma, Lecce, Torino e Milano dove, oltre a promuovere le sinergie fra matematica e la nascente informatica, dà contributi scientifici rilevanti in Algebra, Analisi, Geometria e Probabilità fra cui:
- Generalizzazione del teorema della mappa di Fueter (ulteriormente elaborato da T. Qian, oggi conosciuto come teorema di Fueter-Sce-Qian e tuttora oggetto di ulteriori elaborazioni)[3]
- Gli Iperovali di Lunelli-Sce
- Le limitazioni sulla cardinalità di archi completi nei piani proiettivi finiti e loro generalizzazioni

Nell’ambito industriale, nei primi anni Sessanta presso il laboratorio di ricerche elettroniche della Olivetti, Michele Sce fa parte del gruppo che metterà a punto l’innovativo calcolatore da tavolo Olivetti Programma 101 (il primo minicalcolatore progettato in Italia).
Dal 1968 al 1976 fa parte del comitato nazionale per la matematica del C.N.R. e come Commissario dell’Istituto per le applicazioni del calcolo (1971-1972) contribuisce a orientare la politica di sostegno alle attività di calcolo automatico. In seguito, svolge un ruolo di primo piano nella prima elaborazione (1974) dei cosiddetti programmi finalizzati e in particolare fornisce il maggiore contributo alla stesura di un progetto di informatica matematica. Nel 1972, su incarico del CNR, redige la sezione 51 della versione italiana della Classificazione Decimale Universale tuttora in uso.
Dal 1973 al 1976 è direttore del reparto di statistica della A.C. Nielsen di Milano, dove si occupa principalmente di procedimenti di raffinamento del campionamento e analisi dei dati. In particolare propone con successo l’adozione di una strategia aziendale incentrata sui sistemi di gestione di basi di dati.
Tornato nell’ambito universitario, Michele Sce collabora con i professori Massimiliano Lunelli e Ilio Galligani per promuovere il software matematico con iniziative coordinate in più di 10 sedi universitarie e in seguito fa parte della Commissione per le biblioteche matematiche (presieduta da Carlo Miranda) che avrebbe organizzato corsi per bibliotecari in più di 20 sedi universitarie iniziando anche la diffusione di informazioni digitali sui testi matematici.
Negli anni 1976 – 1978 è professore straordinario sulla cattedra di geometria superiore all'Università di Lecce oltre che direttore del centro di calcolo al cui riordino e sviluppo dà un contributo molto importante. Durante il periodo trascorso all’Università di Lecce, l’interesse di Sce per la classificazione dei concetti matematici, per l'informatica e per la didattica, combinato con la sua vivissima passione per i libri, lo spingono a contribuire al lavoro propedeutico alla nascita del futuro SINM (Sistema Informativo Nazionale per la Matematica).
Questa combinazione di interessi lo conduce anche ad avviare un progetto volto all’automazione della biblioteca delle facoltà umanistiche di Lecce e successivamente a curare l’automazione della biblioteca “G. Ricci” del Dipartimento di matematica dell’Università di Milano (di cui è direttore scientifico negli anni 1985-87).
Negli anni 1980 fa parte del consiglio scientifico dello IAMI, Istituto per le Applicazioni della Matematica e dell’Informatica del CNR a Milano.
Sempre in questi anni, partecipa come consulente scientifico e redattore alla stesura di un ponderoso dizionario di matematica pubblicato nel 1989 da Rizzoli.
Da bibliofilo appassionato, aveva raccolto nella sua biblioteca personale più di 10.000 volumi, alcune migliaia dei quali, alla sua morte, sono stati donati alla Biblioteca Labronica di Livorno, alla Biblioteca dell'Università di Milano Bicocca e alla Biblioteca del Dipartimento di Matematica dell'Università di Milano.